# Folkungové

Královský znak Bjälbů

Folkungové (Folkungaätten) nebo také Bjälbové (Bjälboätten) byl švédský rod, ze kterého pocházelo několik švédských biskupů, jarlů a králů.

## Jméno a původ

Rodový erb Bjälbů

Rod se označuje jako Folkungové od 17. století a je to také jméno nejčastěji užívané švédskými historiky. Zřejmě je odvozeno od nejstaršího známého zástupce rodu, Folkeho, který žil kolem roku 1100, nebo jejich legendárního praotce Folkeho Filbytera, který žil v pohanských dobách. Bjälbo bylo nejstarší známé sídlo rodu a sídlil zde i mocný zástupce rodu Birger. Sami zástupci rodu žádné jméno při odkazování na svůj rod nepoužívali, protože rodinná jména nebyla ve Švédsku běžnou praxí až do 16. století. Neexistuje tudíž „správné“ jméno rodu, které by mělo přednost před jménem jiným.

## Jarlové
Během 11.–13. století pocházelo z tohoto rodu nejvíce švédských jarlů. Okolo roku 1100 se prvním jarlem z rodu stal Folke Tlustý a zřejmě byl i prvním jarlem ve Švédsku během vlády Ingeho I. Jeho manželkou byla dcera Knuta IV. Dánského. Na počátku 13. století se někteří členové rodu přesunuli do Norska, kde se stali jarly. Ať už byl vládnoucí rod jakýkoliv, Folkungové si udržovali pozici jarlů.

## Královský titul
Valdemar I., syn jarla Birgera, byl zvolen králem v roce 1250. Předchozí král Erik XI. zemřel bez přímého dědice a syn Birgera a jeho sestry tak byl tou nejvhodnější volbou. Folkungové vládli Švédsku jako králové do roku 1364. V letech 1319 až 1387 byli členové rodu také norskými králi. Téměř všichni následující panovníci Švédska, Norska a Dánska byli spřízněni s Folkungy.

## Švédští králové z rodu Folkungů

Královský erb Bjälbů

- 1250–1275: Valdemar I. Birgersson
- 1275–1290: Magnus III. Švédský
- 1290–1318: Birger Magnusson
- 1319–1364: Magnus IV. Švédský
  - 1356–1359: Erik XII. Magnusson
  - 1362–1364: Haakon VI. Magnusson

## Norští králové z rodu Folkungů
- Magnus VII. Eriksson (Magnus IV. Švédský), Magnus VII. Eriksson, Magnus VII. Eiriksson (1319–1355)
- Haakon VI. Magnusson, Håkon Magnusson, (1343–1380)
- Olaf IV. Haakonsson, Olaf Haakonsson, Olav IV. Håkonsson (1380–1387), také dánský král

### Související seznamy
- Seznam norských panovníků
- Seznam hlav švédského státu